# Балановская культура

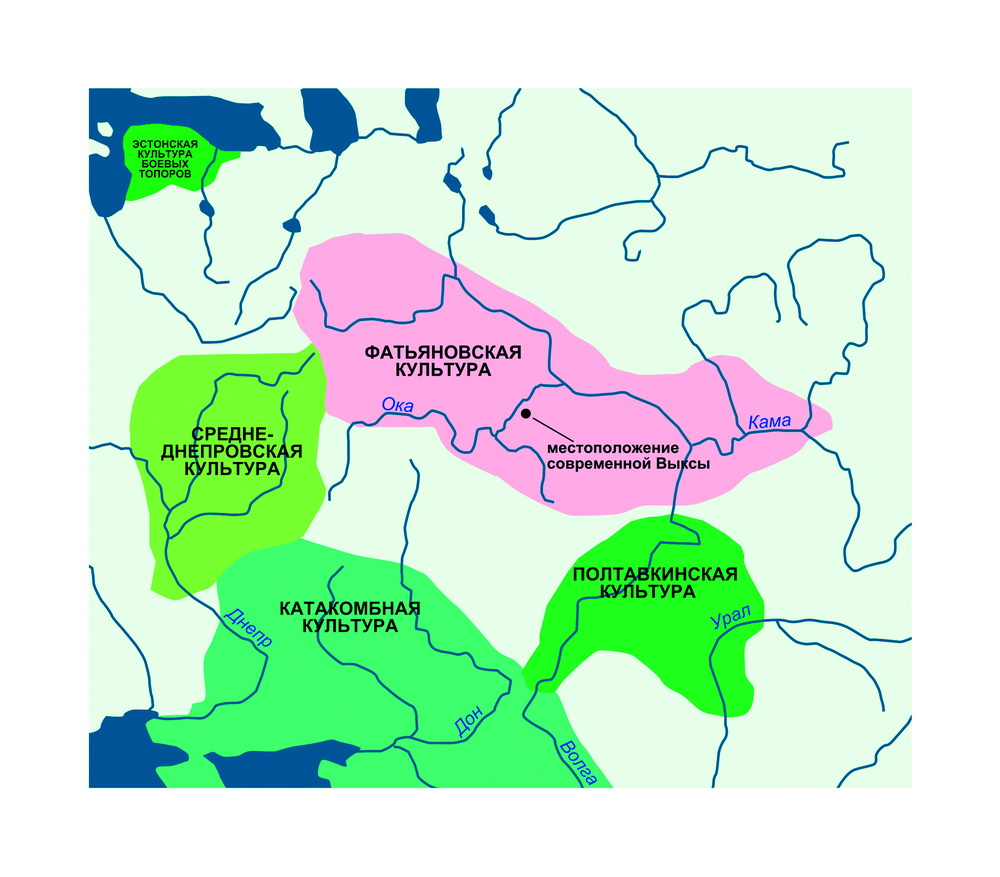
Фатьяновская культура (розовая). Восточная часть ареала выделяется в отдельную балановскую культуру.

Бала́новская культу́ра — археологическая культура бронзового века (II тыс. до н. э.), располагавшаяся на территории Средней Волги и Вятско-Ветлужского междуречья. На западе переходила в близкородственную фатьяновскую культуру. Балановский могильник, давший название культуре, расположен возле деревни Баланово Козловского района Чувашской Республики.
Данная культура шнуровой керамики (боевых топоров) была выделена в 1950 году О. Н. Бадером и признана А. Х. Халиковым. Многие исследователи, включая Д. А. Крайнова, считают балановскую группу памятников восточным вариантом фатьяновской культуры. Более подробное описание балановских памятников см. в статье фатьяновская культура.
Балановская культура делится на четыре этапа: балановский, атликасинский, ошпандинский и хуласючский. Обычно фатьяновцев и балановцев относят к северным индоевропейцам — ещё не разделившейся балто-славянской (или даже балто-славяно-германской) общности.

## Хозяйство
Подобно другим племенам культур боевых топоров («шнуровикам»), балановцы занимались главным образом скотоводством. Они имели навыки разведения домашних животных — свиней и мелкого рогатого скота, а со второй четверти II тыс. до н. э. — также крупного рогатого скота и лошадей. Поздние балановцы умели использовать быков в качестве тягловой силы и были знакомы с колёсным транспортом в виде двухколёсных повозок. 
В частности, в Балановском могильнике найдены кости быка, барана, лошади и свиньи. На Васильсурском городище, расположенном в устье реки Суры на правом берегу Волги, в слое балановского времени были обнаружены, наряду с остатками диких животных, 195 костей от 33 особей домашних животных — крупного и мелкого рогатого скота, свиней и лошадей. По наблюдениям Б. С. Соловьёва, первоначально балановцы заняли правобережье Волги и возвышенные районы Вятско-Ветлужского междуречья, наиболее благоприятные для развития скотоводства, в то время как местное (финно-пермское?) население обитало преимущественно в низменном полесье, мало пригодном для ведения этого типа хозяйства.
Не исключено, что балановцы были первыми земледельцами в Волго-Вятском регионе. Некоторые исследователи допускают, что они занимались подсечно-огневым земледелием с последующим использованием земель, расчищенных от леса. Впрочем, свидетельства земледелия на балановских памятниках крайне скудны. Кроме того, инструменты балановцев мало пригодны для того, чтобы валить деревья, тем более вырубать целые леса.
В Приуралье балановцами был создан очаг металлургического производства. Бронзу получали на базе вятско-казанской группы месторождений медистых песчаников приуральского горнометаллургического центра. Балановцы не только производили разработку рудных месторождений, выплавку металла, но и знали литьё медных предметов в формах.

## Антропологический тип
Балановское население в Поволжье было пришлым народом: появилось оно там с запада, вероятно, в 3 тыс. до н. э. Балановцы, как и фатьяновцы, имели европеоидный высокорослый и грацильный (стройный, не массивный), узколицый восточно-средиземноморский антропологический тип. Его истоки прослеживаются в междуречье Днепра и Вислы. Со временем, при смешении с аборигенным населением, балановцы приобретали черты уральской расы.
Впрочем, по мнению А. А. Казарницкого, называть тип фатьяновцев и балановцев средиземноморским некорректно: лесные (центральноевропейские по происхождению) и кавказские популяции эпохи бронзы достоверно отличаются друг от друга по ряду параметров, их формирование шло разными путями, сходство между ними может объясняться лишь очень отдалённым родством.

## Судьба и влияние
В плане керамики преемственность с балановской демонстрирует чирковская культура лесостепного Поволжья (XVI—VIII века до н. э.), которая рассматривается как результат смешения балановцев с местными племенами волосовской культуры. А. Х. Халиков подчёркивал пришлый, сейминско-турбинский компонент этой культуры и её общую синкретичность, однако отнесение чирковцев к сейминско-турбинским племенам вызывает сомнение.
В целом влияние балановской культуры сыграло большую прогрессивную роль в развитии местных финно-угорских культур. Именно от балановцев финно-пермяне заимствовали первые практические навыки разведения домашних животных: крупного и мелкого рогатого скота, свиней, лошадей. Важное значение для развития прапермян имел металлургический комплекс, оставшийся им от балановцев, и заимствованные у них простейшие приёмы металлургического и кузнечного ремесла. Именно влияние балановцев дало решающий толчок развитию производящего хозяйства и металлургии у аборигенного финно-угорского населения.